# Осиповка (Нижегородская область)
Осиповка — деревня в городском округе город Выкса Нижегородской области России, входящая в административно-территориальное образование Новодмитриевский сельсовет. Население — 3 (2010) чел.

## Общая физико-географическая характеристика
Географическое положение
По автомобильным дорогам расстояние до областного центра — города Нижнего Новгорода — составляет 240 км, до окружного центра — города Выксы — 41 км. В южной части деревни протекает река Неверовка. Абсолютная высота — 142 метра над уровнем моря.
Часовой пояс
Осиповка, как и вся Нижегородская область, находится в часовой зоне МСК (московское время). Смещение применяемого времени относительно UTC составляет +3:00.

## История
В 1892 в Осиповке открыта деревянная Спасская церковь-школа, приписанная к приходу Преображенской церкви села Сноведь. В советский период церковь была полностью утрачена.

## Население
| 1999 | 2002 | 2010 |
| ---- | ---- | ---- |
| 22   | ↗23  | ↘3   |

Национальный состав
Согласно результатам переписи 2002 года, в национальной структуре населения русские составляли  100 % из 23 человек.